# Anablepsoides hartii
Anablepsoides hartii is een straalvinnige vissensoort uit de familie van de killivisjes (Rivulidae). De wetenschappelijke naam van de soort is voor het eerst geldig gepubliceerd in 1890 door Boulenger als Haplochilus hartii.